# Cryptocephalus prusias
Cryptocephalus prusias – gatunek chrząszcza z rodziny stonkowatych i podrodziny Cryptocephalinae.
Gatunek ten został opisany w 1853 roku przez Christiana Wilhelma Ludwiga Eduarda Suffriana i umieszczony w podrodzaju Heterichnus.
Chrząszcz ten wykazany został z Bułgarii, Gruzji, Syrii, Jordanii i Turcji.